# Фашина

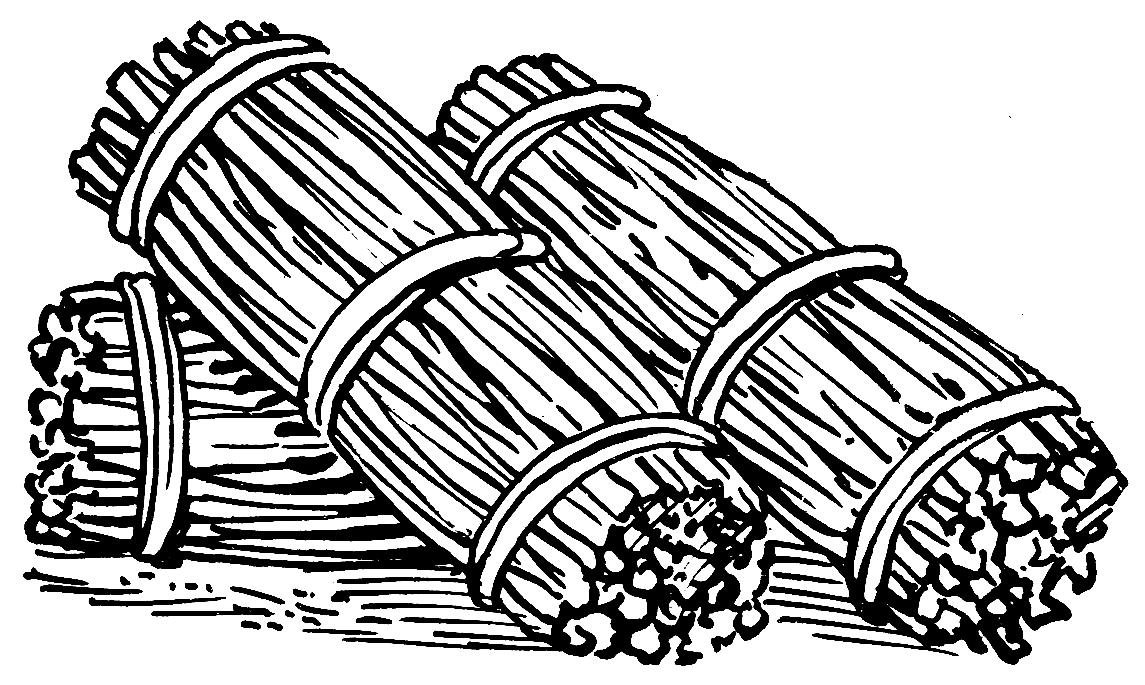
Фашины.

Фаши́на (нем. Faschine ← лат. fascis «связка, пучок, вяза́нка») — связка прутьев, пучок хвороста, перевязанный скрученными прутьями (вицами), верёвками или проволокой.
В античности см. Фасции.

## История
Бывают лёгкие и тяжёлые фашины. Последние (длиной 5−10 метров, диаметром 0,6−1,2 метра) начиняются крупной галькой, щебнем и другим.
Фашины применяются в фортификации, для укрепления высоких насыпей в берего-укрепительных и других сооружениях, в дорожном строительстве для устройства дорог на болотах (гатей) и так далее. Фашины применялись в прошлом для заполнения рвов при штурме крепостей. Фашинами заваливали топкие места, рвы и прочее, клали под насыпи батарей, использовали для укрепления откосов у поверхности воды.
Маленькие тростниковые фашины используются также в сельском строительстве для утепления и звукоизоляции, а также для дренажа в парниках и теплицах.

## Галерея

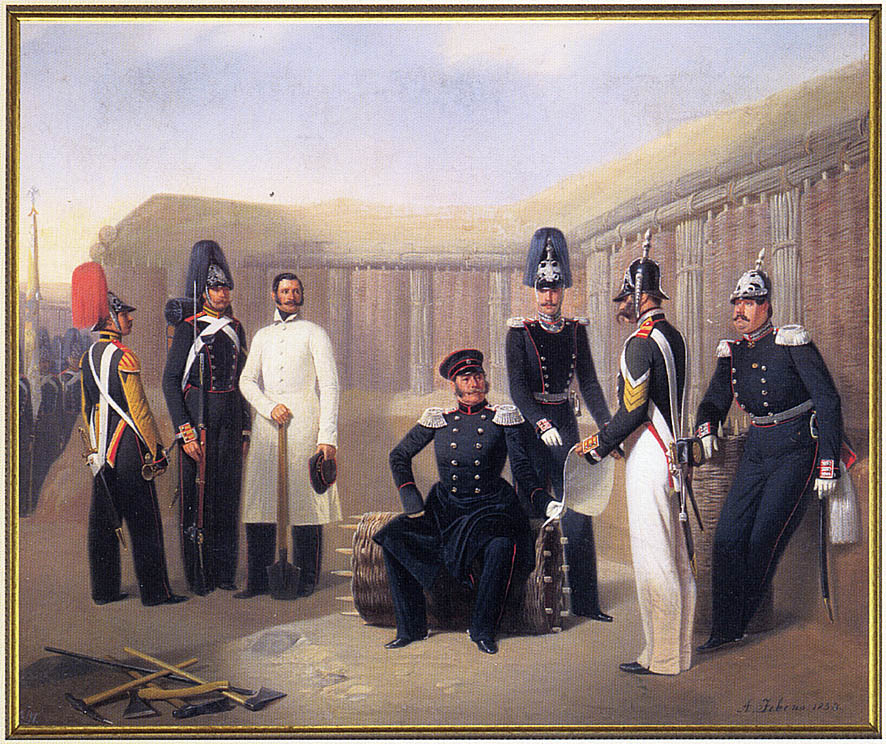
Фашины в укреплении (на заднем плане) и сапёры Лейб-гвардии сапёрного батальона. 1853 год. Картина работы А. И. Гебенса Тем временем,в центре на фашине сидит командир батальона генерал-майор Н. Ф. Хомутов, крайний справа — полковник Н. К. Зацепин (известный художник, погиб 10 мая 1855 года при обороне Севастополя). (Музей Суворова в Санкт-Петербурге.)
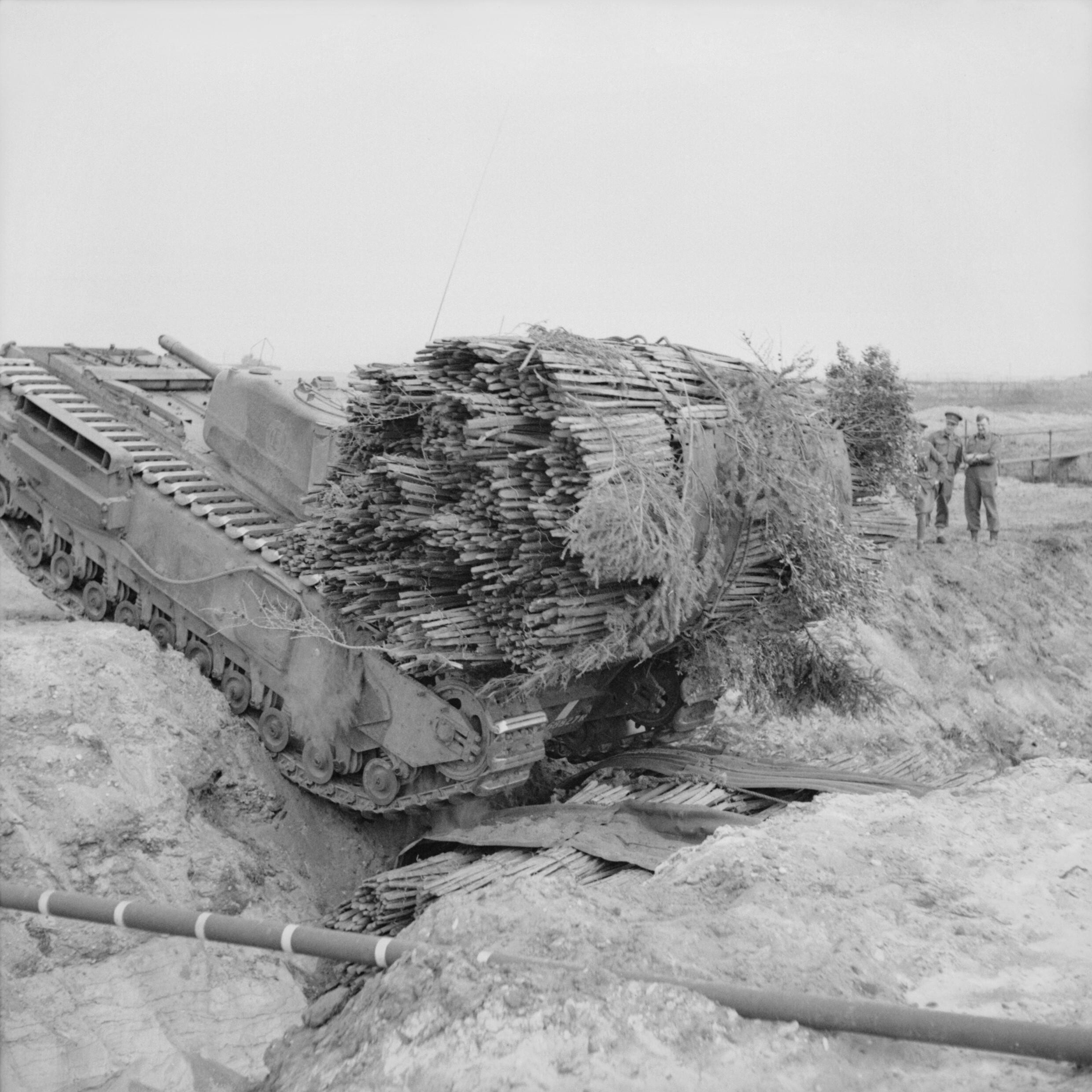
Танк «Черчилль» переносит фашины через ров, уже заполненный фашинами.
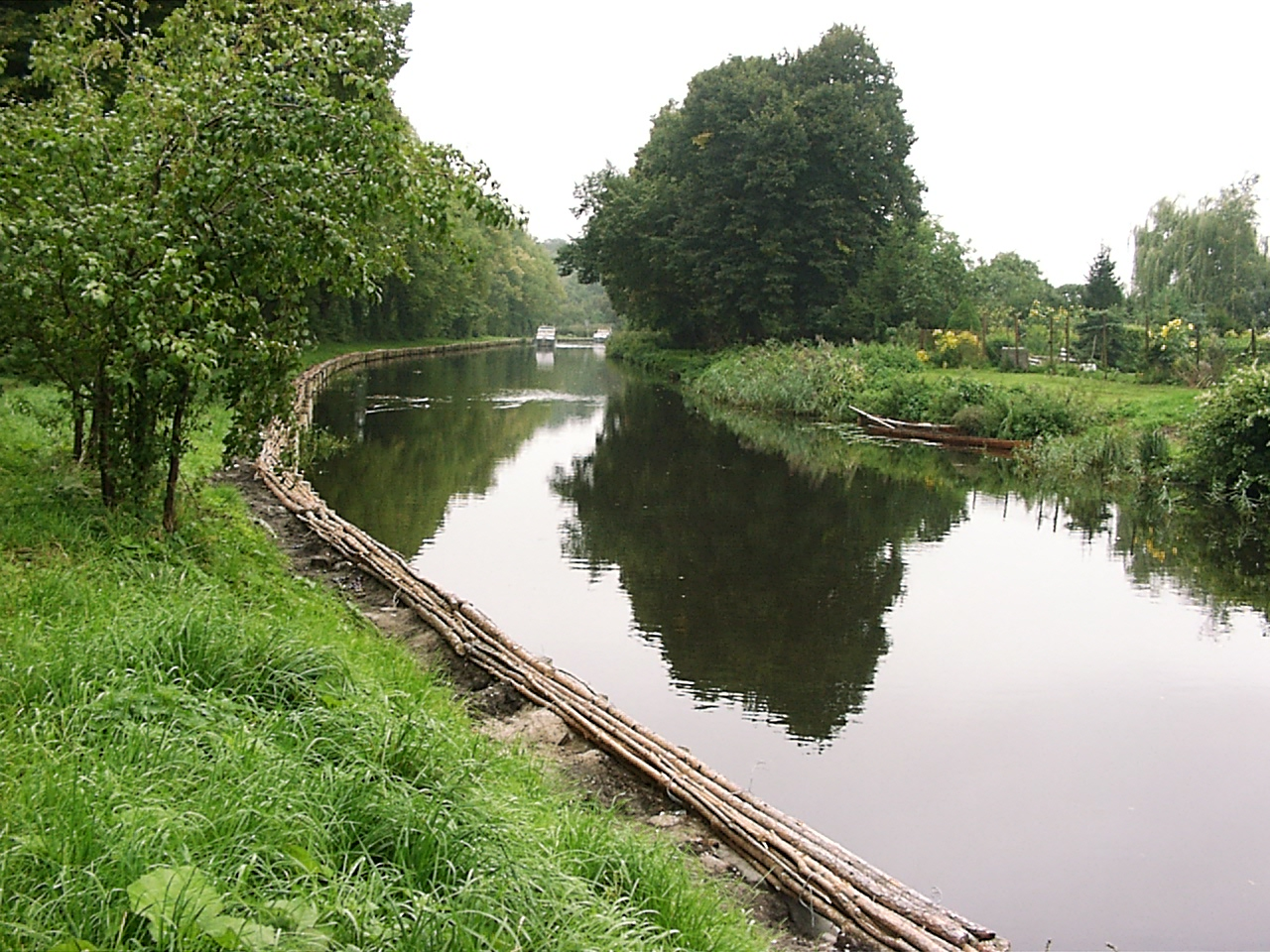
Берег канала в Германии, укреплённый фашинами.
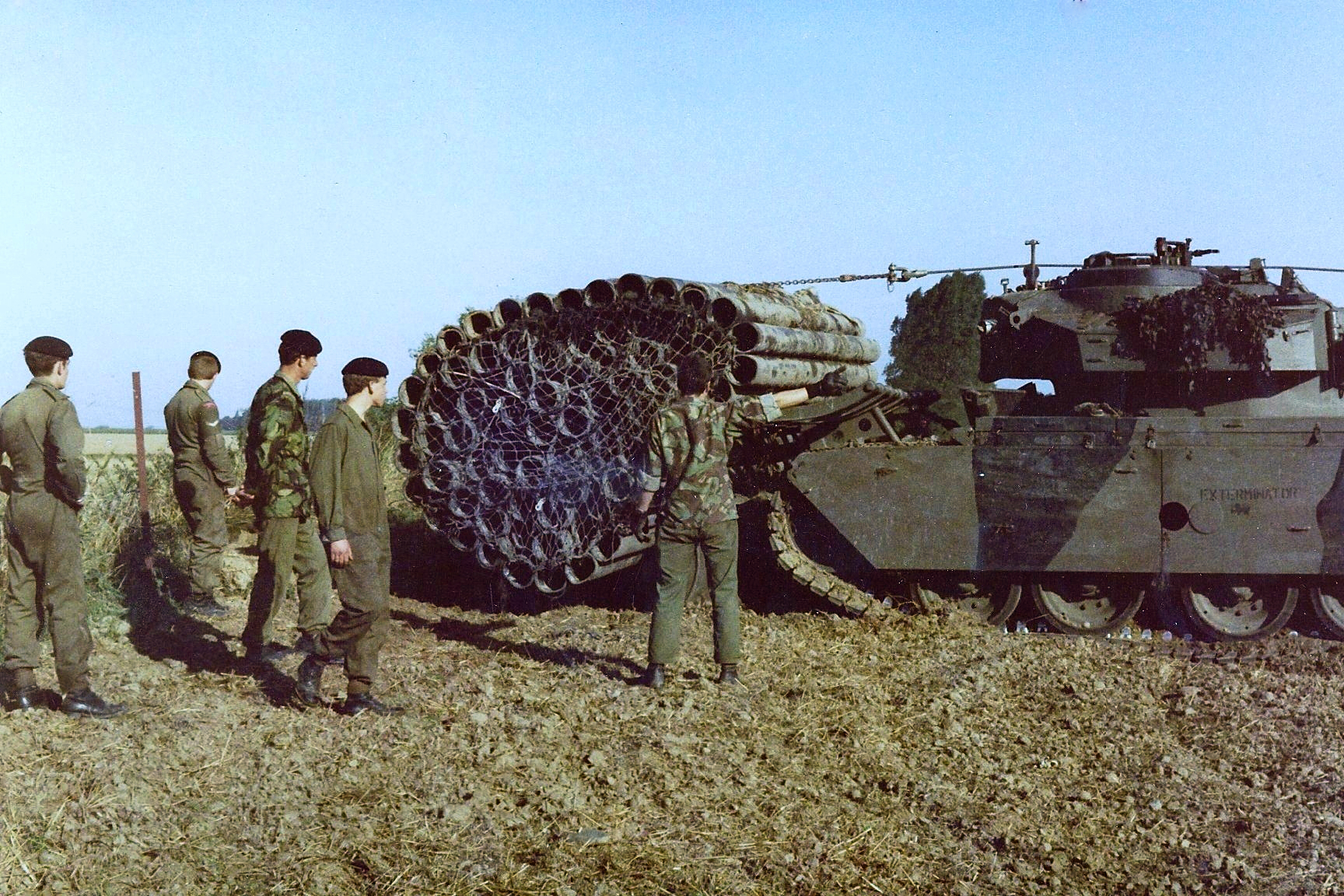
Современная фашина в английской армии, прутья заменили трубы, 12 января 2013 года.